# Christiane Paul (Kuratorin)
Christiane Paul ist eine Kuratorin von Kunstausstellungen und Autorin von Publikationen vorwiegend im Bereich Digitaler Kunst. Zudem ist Paul assoziierte Professorin an der New School in New York City.

## Beruflicher Werdegang
Paul wurde an der Heinrich-Heine-Universität Düsseldorf promoviert, war Kuratorin des Whitney Museum of American Art und unterrichtet Computerkunst an der School of Visual Arts in New York. Sie war Direktorin des Intelligent Agent, einer 1995 von ihr gegründeten Online-Zeitschrift für Digitale Kunst und Autorin weiterer Publikationen.

## Digital Art
Ihr Buch „Digital Art“ beeinflusste die internationale Fachdiskussion über Neue Medien und Digitale Kunst. Eine These der Autorin ist es, dass zwischen bloß computergenerierter Kunst und medial orientierter digitaler Kunst unterschieden werden kann. Während computergenerierte Kunst die bekannten Kunstgattungen digital fortführt, entwickelt medial orientierte digitale Kunst die neuen Möglichkeiten digitaler Medien zu neuen Kunstrichtungen.
Dass digitale Fortführungen, beispielsweise von Malerei oder Fotokunst als digitale Malerei oder als künstlerische Fotomanipulation, künstlerisch wertvolle Ergebnisse liefern, bestreitet die Autorin nicht. Die Möglichkeiten digitaler neuer Medien werden jedoch erst ausgeschöpft, wenn Künstler sie als eigenständige Medien nutzen. Neue Kunstrichtungen wie Net Art, Web Art und Software Art (siehe Digitale Kunst) sind als bloße Fortführungen vordigitaler Kunstrichtungen nicht zu begreifen.

## Kuratorische Ausstellungstätigkeiten
- Net Art Selection CODeDOC for the Whitney Biennial Online Exhibition 2002
- CODeDOC II, Ars Electronica, Linz 2003
- eVolution - the art of living systems, Art Interactive, Boston 2004
- Evident Traces, Ciberarts Festival Bilbao, 2004
- The Passage of Mirage, Chelsea Art Museum, New York, 2004

## Schriften
- Die Antizipation der amerikanischen Postmoderne im Romanwerk Herman Melvilles. Schulz-Kirchner, Idstein.
- Unreal City: A Hypertextual Guide To T. S. Eliot's The Waste Land. 1995.
- Digital Art. Thames Hudson, London 2003, ISBN 0-500-20367-9.
- The Psychodrama of Interactivity. In: Leonardo. Vol. 28, No. 4. MIT-Press.